# 胡寧市 (塔奇拉州)

胡寧市（西班牙語：Municipio Junín），是委內瑞拉的一個市，位於該國西南部塔奇拉州，首府設於魯比奧，面積315平方公里，海拔高度825米，2013年人口127,528，人口密度每平方公里404.85人。
7°41′53″N 72°21′45″W / 7.69806°N 72.36250°W